# Isabelle Pinson
Pour les articles homonymes, voir Pinson (homonymie).
Isabelle Pinson est une peintre française née à Paris le 26 juin 1769 et morte à Saint-Germain-lès-Corbeil le 18 novembre 1855. Spécialiste du portrait et des scènes de genre, elle expose au Salon de Paris de 1796 à 1812. 
Plusieurs portraits signés « Pinson » et datés de la seconde moitié du XVIIIe siècle, attribués à Isabelle Pinson, ne peuvent en aucun cas être de sa main et seraient plutôt l'oeuvre de Simon Pinson (vers 1740-après 1800).

## Biographie
Née à Paris le 26 juin 1769 et baptisée à l'église Saint-Sulpice, Isabelle Proteau est la fille d'un couple de domestiques au service de la famille de Jaucourt, mariés en 1768.

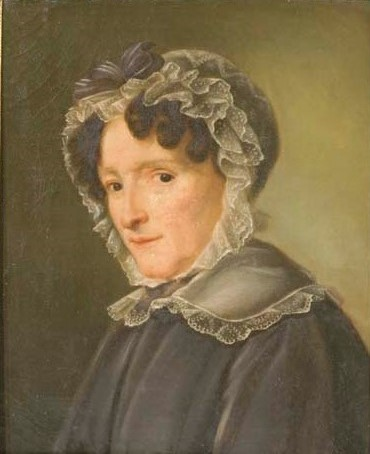
Portrait présumé de la mère de l'artiste, Marie Bourdereau, veuve Proteau, non daté.

Sa mère, Marie Bourdereau (1740-1823), appartenait à une famille originaire du village de Brinon-les-Allemands qui comptait plusieurs membres entrés au service du seigneur du lieu, le marquis de Jaucourt, et des siens ; Marie elle-même devint en 1758 la femme de chambre d'Isabelle de Jaucourt (sœur de l'encyclopédiste Louis de Jaucourt), qui habitait un hôtel particulier, rue de la Chaise,.
Son père, Fabien Proteau, un Bourguignon originaire du village de Genlis, près de Dijon, était le valet de chambre du vicomte de Jaucourt, logé à l'hôtel de Noaillac, sis au 88, rue de Grenelle. Il mourut dès le 17 avril 1771.
Cette mort affecta peu la jeune orpheline de père sur le plan matériel, grâce en grande partie à la protection et à la générosité de sa marraine de qui elle tenait son prénom, Isabelle de Jaucourt, patronne de sa mère. Cet appui lui permit de bénéficier d'une éducation soignée, notamment sur le plan artistique,. Ayant sans doute montré assez tôt des aptitudes pour le dessin, elle reçut des leçons de certains peintres les plus réputés de l'époque, Jean-Baptiste Regnault, François-André Vincent et Adélaïde Labille-Guiard.
Le 19 juillet 1792, à l'âge de 23 ans, Isabelle Proteau épouse le chirurgien, anatomiste et artiste céroplasticien André-Pierre Pinson (1746-1828), de 23 ans son aîné, qui occupait les fonctions de chirurgien-major de la compagnie des Cent-Suisses, garde personnelle du roi, jusqu'à son abolition récente en mai 1792. Le mariage est célébré à Clichy-en-Launois, où le promis avait acheté l'année précédente une propriété au duc d'Orléans, son ancien protecteur.
Les nouveaux époux sont particulièrement intimes avec le sculpteur Jean-Antoine Houdon, qui a peut-être joué un rôle dans leur rencontre et qui est témoin du marié à la fois lors de la signature du contrat de mariage et lors de la cérémonie,. Ils fréquentent aussi beaucoup le miniaturiste Lié Louis Périn, l'un des meilleurs amis d'André-Pierre Pinson, qui réalise vers cette époque deux portraits des Pinson,.
Après la nomination du chirurgien Pinson au poste de modeleur sur cire de la nouvelle École de santé de Paris, le couple  emménage en 1795 en face de l'École, rue de l'Observance, dans les locaux dépendant de l'hospice.
Isabelle Pinson participe pour la première fois au Salon en 1796 en présentant trois portraits. 
Elle meurt à Saint-Germain-lès-Corbeil le 18 novembre 1855.

## Œuvre

### Envois aux Salons
Œuvres non localisées, sauf mention contraire.
- 1796 : Trois Portraits (no 376).
- 1800 : Une jeune personne dans son atelier, regardant dans son porte-feuille (no 309).
- 1801 :
  - Tableau. Une jeune femme grecque filant (no 272) ;
  - Tableau de fleurs (no 273) ;
  - Tableau. Portrait du citoyen T***, médecin, membre de l’Institut (no 274) ; portrait du chirurgien Jacques Tenon, peut-être celui légué par le modèle à sa mort en 1816 à son confrère et ami Philippe-Jean Pelletan[18],[19].

- 1804 :
  - L'Étude (no 369) ;

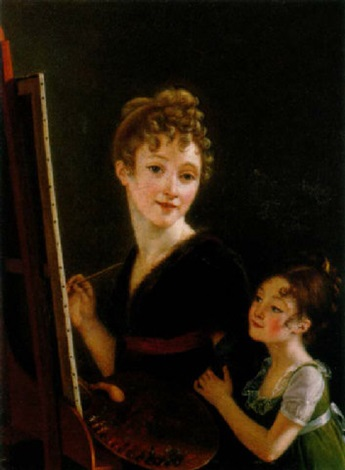
Autoportrait de l'artiste avec une petite fille, non daté, localisation inconnue, probablement Salon de 1804, no 370.

  - Une femme à son chevalet, avec une petite fille près d'elle (no 370), probablement la toile proposée aux enchères à Paris chez Christie's, le 26 juin 2003 (lot no 84), sous le titre Autoportrait au chevalet avec une petite fille[20], non daté, huile sur toile, 36,5 × 27 cm[21],[22].
- 1806 :
  - Une jeune femme devant une glace (no 421) ; description contemporaine : « une femme qui arrange des fleurs sur sa cheminée. Elle est répétée dans la glace »[23] ;
  - Une femme endormant son enfant (no 422) ; description contemporaine : « l'intérieur d'un appartement où on voit un lit antique sur lequel repose un enfant que sa mère endort au son de la lyre »[23] ;
  - Une jeune fille dessinant (no 423).
- 1808 :
  - Une mère posant sur la tête de sa fille le chapeau virginal (no 479) ;
  - L’Attrapeur de mouches (no 480), huile sur toile, 39 × 30 cm, Notre Dame, Raclin Murphy Museum of Art (en) de l'université de Notre-Dame, 2011.024.001[21],[24].
- 1810 : Portrait de M. S***, docteur et membre de la faculté de médecine (no 656) ; portrait de Pierre Sue, 1809, huile sur toile, 78 × 58 cm, donné en 1816 par les héritiers du modèle à la Faculté de médecine de Paris, collection du musée d'Histoire de la médecine à Paris[25],[26],[27],[28].
- 1812 : Offrande de deux époux à Philémon et Baucis, métamorphosés en arbres (no 729).

### Autres œuvres
- Portrait de Philippe Petit-Radel, avant 1815, huile sur toile, donné en 1816 par le neveu du modèle à la faculté de médecine de Paris. Paris, musée d'Histoire de la médecine[25],[29],[30].
- Rencontre de saint Germain et sainte Geneviève, dit aussi Saint Germain distribuant des aumônes, 1821, huile sur toile, 162 × 127 cm, Saint-Germain-lès-Corbeil, église Saint-Vincent-Saint-Germain, nef de l'église (1re travée), don de l'artiste[26].,[31].
- Autoportrait, 1823, huile sur toile, 56 × 46 cm, conservé par la famille Darblay au château du même nom, Saint-Germain-lès-Corbeil, jusqu'à la dispersion de ses collections aux enchères à Paris, chez Christie's, le 4 juillet 2006 (lot 470), localisation inconnue[1],[2],[32].
- Portrait présumé de la mère de l'artiste, Marie Bourdereau, veuve Proteau, non daté, huile sur toile, 46,2 × 38 cm, conservé par la famille Darblay au château du même nom, Saint-Germain-lès-Corbeil, jusqu'à la dispersion de ses collections aux enchères à Paris, chez Christie's, le 4 juillet 2006 (lot 317), localisation inconnue[33],[2],[34].

Œuvres d'Isabelle Pinson
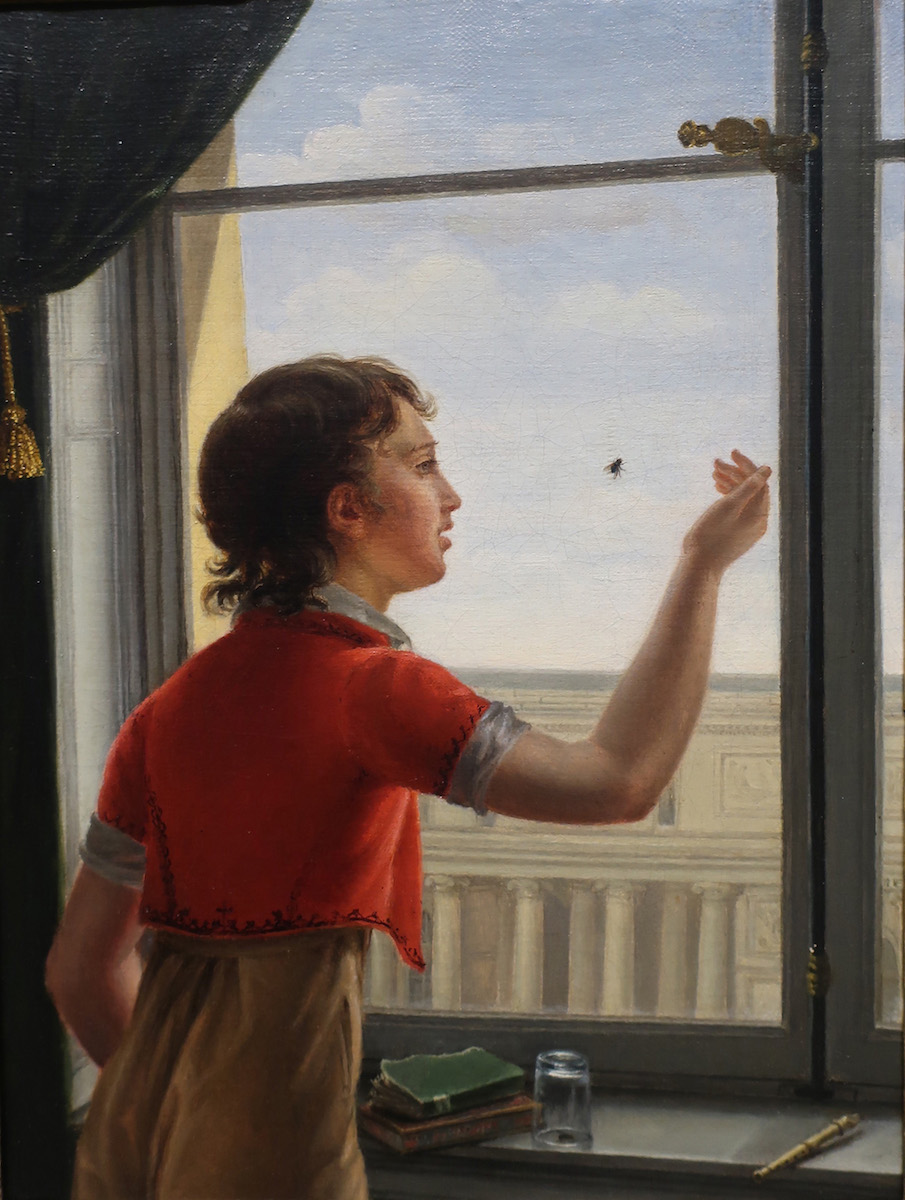
L'Attrapeur de mouches, 1808, Notre Dame, Raclin Murphy Museum of Art (en), université de Notre-Dame.
Portrait de Pierre Sue, 1809, Paris, musée d'Histoire de la médecine.
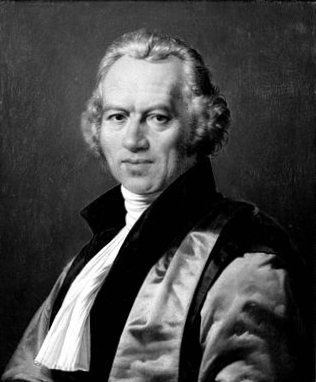
Portrait de Philippe Petit-Radel, avant 1815, Paris, musée d'Histoire de la médecine.
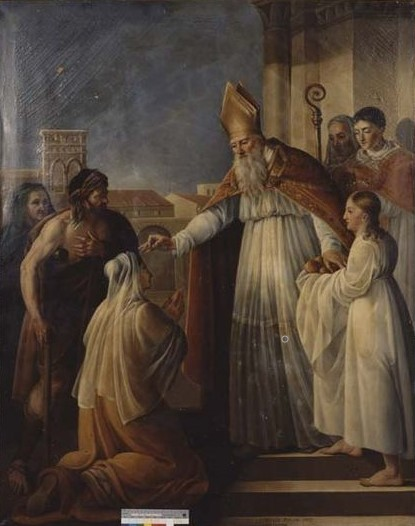
Rencontre de saint Germain et sainte Geneviève, 1821, Saint-Germain-lès-Corbeil, église Saint-Vincent-Saint-Germain.

### Attributions erronées
Plusieurs portraits datés de la seconde moitié du XVIIIe siècle et signés « Pinson » ont été attribués à tort à Isabelle Pinson : créés souvent alors qu'elle n'était pas née ou trop jeune, signés d'un patronyme qu'elle ne porte qu'à compter de son mariage en 1792, elle ne peut en aucun cas les avoir peints. Selon Xavier Salmon, historien de l'art spécialiste du XVIIIe siècle et directeur du département des arts graphiques du musée du Louvre, ces œuvres seraient plutôt à attribuer à Simon Pinson (1740-après 1800) .

## Iconographie
La plus ancienne représentation connue d'Isabelle Pinson est une miniature réalisée par Lié Louis Périn dans les années 1790, la dépeignant debout dans un paysage, de trois quarts à droite, tenant une palette et des pinceaux, vêtue d'une robe blanche et d'un châle jaune pâle. Ce portrait était considéré comme l'un des plus remarquables du miniaturiste par le fils de ce dernier, le peintre Alphonse Périn. Isabelle Pinson donna l'œuvre à celui-ci, en même temps qu'une miniature représentant son époux également réalisée par Lié Louis Périn,. En 1853, les deux œuvres intégrèrent les collections du musée du Louvre,.   

Portraits du couple Pinson par Lié Louis Périn, Paris, musée du Louvre
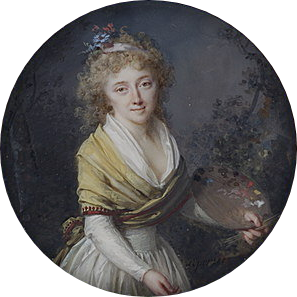
Portrait de Mme Pinson, miniature sur ivoire.
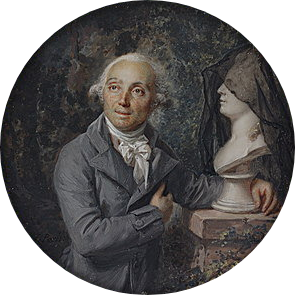
Portrait de M. Pinson, miniature sur ivoire.

L'autoportrait le plus connu d'Isabelle Pinson, peint en 1823, la représente vêtue d'une robe d'indienne. Cette toile a été conservée au château de Saint-Germain-lès-Corbeil, propriété de la famille Darblay dont les ancêtres avaient voisiné avec l'artiste, jusqu'à la dispersion des collections de la demeure aux enchères, en juillet 2006,,.
D'autres autoportraits ont aussi été réalisés par l'artiste. L'historienne de l'art Marie-Jo Bonnet croit en identifier trois qui auraient été présentés au Salon, d'après la description des livrets de l'exposition : il s'agirait d’Une jeune personne dans son atelier, regardant dans son porte-feuille (Salon de 1800), Une femme à son chevalet, avec une petite fille près d'elle (Salon de 1804) et Une jeune fille dessinant (Salon de 1806). L'hypothèse semble se confirmer en ce qui concerne le second de ces trois tableaux, Une femme à son chevalet, avec une petite fille près d'elle, que l'historienne de l'art Patricia Simons propose d'identifier avec l’Autoportrait de l'artiste avec une petite fille proposé aux enchères en 2003. Une comparaison du visage de l'artiste dans ce dernier tableau avec l'autoportrait peint en 1823 confirme qu'il s'agit bien d'une représentation d'Isabelle Pinson.